# 1994-1995シーズンのNBA
1994-1995シーズンのNBAは、NBAの49回目のシーズンである。

## シーズン前

### ドラフト
ドラフトではグレン・ロビンソンがミルウォーキー・バックスから全体1位指名を受けた。またジェイソン・キッドが全体2位でダラス・マーベリックスに、グラント・ヒルが全体3位でデトロイト・ピストンズに入団している。他には、ドニエル・マーシャル(4位)、ジュワン・ハワード(5位)、シャロン・ライト(6位)、ラモンド・マレー(7位)、ブライアン・グラント(8位)、エリック・モントロス(9位)、エディー・ジョーンズ(10位)、カルロス・ロジャーズ(11位)、ジェイレン・ローズ(13位)、エリック・パイカウスキー(15位)、アーロン・マッキー(17位)、トニー・デュマス(19位)、ディッキー・シンプキンズ(21位)、ウェズリー・パーソン(23位)、モンティ・ウィリアムズ(24位)、チャーリー・ウォード(26位)、アントニオ・ラング(29位)、ハワード・アイズリー(30位)、ジム・マッキルベイン(32位)、マイケル・スミス(35位)、アンソニー・ミラー(39位)、ボション・レナード(46位)、ローレンス・ファンダーバーク(51位)、アンソニー・ゴールドワイアー(52位)らが指名を受けている。
オールスターにはG・ロビンソン、J・キッド、G・ヒル、J・ハワード、E・ジョーンズの5人が選出されている。
ドラフト外にはトレバー・ラフィンなどの選手がいる
　詳細は1994年のNBAドラフトを参照

### バック・ウィリアムズ事件
労使協定の期限切れに伴い、新たな労使協定の締結のため4月からオーナー側と選手会は協議に入ったが、サラリーキャップの継続やドラフト関連の問題で協議は難航し、6月にはオーナー側と選手会側が双方を独占禁止法違反で訴えた。当時の選手会長を務めたバック・ウィリアムズの名を取って、「バック・ウィリアムス事件」と呼ばれている。
労使協定が締結されないまま11月を迎えれば、ロックアウトやストライキによって新シーズンが始まらない事態も起こりえたが、一度は決裂したオーナーと選手会は10月に入って再協議に入り、新協定締結は先送りした形で、新シーズンは通常通り行うことが約束された。辛うじてシーズン短縮、あるいは消滅という最悪の事態は免れたが、この問題は後々まで尾を引き、そして1999年にはロックアウトによるシーズン短縮が、現実と化してしまう。

## シーズン

### オールスター
- 開催地：フェニックス
- オールスターゲーム　ウエスト 139－112 イースト
- MVP：ミッチ・リッチモンド　（サクラメント・キングス）
- スラムダンクコンテスト優勝：ハロルド・マイナー　（マイアミ・ヒート）
- スリーポイント・シュートアウト：グレン・ライス　（マイアミ・ヒート）

### イースタン・カンファレンス
| Team                     | W  | L  | PCT. | GB |
| ------------------------ | -- | -- | ---- | -- |
| オーランド・マジック     | 57 | 25 | .695 | -  |
| ニューヨーク・ニックス   | 55 | 27 | .671 | 2  |
| ボストン・セルティックス | 35 | 47 | .427 | 22 |
| マイアミ・ヒート         | 32 | 50 | .390 | 25 |
| ブルックリン・ネッツ     | 30 | 52 | .366 | 27 |
| フィラデルフィア・76ers  | 24 | 58 | .293 | 33 |
| ワシントン・ブレッツ     | 21 | 61 | .256 | 36 |

| Team                           | W  | L  | PCT. | GB |
| ------------------------------ | -- | -- | ---- | -- |
| インディアナ・ペイサーズ       | 52 | 30 | .634 | -  |
| シャーロット・ホーネッツ       | 50 | 32 | .610 | 2  |
| シカゴ・ブルズ                 | 47 | 35 | .573 | 5  |
| クリーブランド・キャバリアーズ | 43 | 39 | .524 | 9  |
| アトランタ・ホークス           | 42 | 40 | .512 | 10 |
| ミルウォーキー・バックス       | 34 | 48 | .415 | 18 |
| デトロイト・ピストンズ         | 28 | 54 | .341 | 24 |

### ウエスタン・カンファレンス
| Team                         | W  | L  | PCT. | GB |
| ---------------------------- | -- | -- | ---- | -- |
| サンアントニオ・スパーズ     | 62 | 20 | .756 | -  |
| ユタ・ジャズ                 | 60 | 22 | .732 | 2  |
| ヒューストン・ロケッツ       | 47 | 35 | .573 | 15 |
| デンバー・ナゲッツ           | 41 | 41 | .500 | 21 |
| ダラス・マーベリックス       | 36 | 46 | .439 | 26 |
| ミネソタ・ティンバーウルブズ | 21 | 61 | .256 | 41 |

| Team                               | W  | L  | PCT. | GB |
| ---------------------------------- | -- | -- | ---- | -- |
| フェニックス・サンズ               | 59 | 23 | .720 | -  |
| シアトル・スーパーソニックス       | 57 | 25 | .695 | 2  |
| ロサンゼルス・レイカーズ           | 48 | 34 | .585 | 11 |
| ポートランド・トレイルブレイザーズ | 44 | 38 | .537 | 15 |
| サクラメント・キングス             | 39 | 43 | .476 | 20 |
| ゴールデンステート・ウォリアーズ   | 26 | 56 | .317 | 33 |
| ロサンゼルス・クリッパーズ         | 17 | 65 | .207 | 42 |

### スタッツリーダー
| 部門       | 選手                 | チーム                           | AVG  |
| ---------- | -------------------- | -------------------------------- | ---- |
| 得点       | シャキール・オニール | オーランド・マジック             | 29.3 |
| リバウンド | デニス・ロッドマン   | サンアントニオ・スパーズ         | 16.8 |
| アシスト   | ジョン・ストックトン | ユタ・ジャズ                     | 12.3 |
| スティール | スコッティ・ピッペン | シカゴ・ブルズ                   | 2.9  |
| ブロック   | ディケンベ・ムトンボ | デンバー・ナゲッツ               | 3.9  |
| FG%        | クリス・ギャトリング | ゴールデンステート・ウォリアーズ | 63.3 |
| FT%        | スパッド・ウェッブ   | サクラメント・キングス           | 93.4 |
| 3FG%       | スティーブ・カー     | シカゴ・ブルズ                   | 52.4 |

### 各賞
- 最優秀選手: デビッド・ロビンソン, サンアントニオ・スパーズ
- ルーキー・オブ・ザ・イヤー：ジェイソン・キッド, ダラス・マーベリックス / グラント・ヒル, デトロイト・ピストンズ
- 最優秀守備選手賞: ディケンベ・ムトンボ, デンバー・ナゲッツ
- シックスマン賞: アンソニー・メイソン, ニューヨーク・ニックス
- MIP: デイナ・バロス, フィラデルフィア・76ers
- 最優秀コーチ賞: デル・ハリス, ロサンゼルス・レイカーズ
- All-NBA First Team:
  - F - カール・マローン, ユタ・ジャズ
  - F - スコッティ・ピッペン, シカゴ・ブルズ
  - C - デビッド・ロビンソン, サンアントニオ・スパーズ
  - G - ジョン・ストックトン, ユタ・ジャズ
  - G - アンファニー・ハーダウェイ, オーランド・マジック
- All-NBA Second Team:
  - F - チャールズ・バークレー, フェニックス・サンズ
  - F - ショーン・ケンプ, シアトル・スーパーソニックス
  - C - シャキール・オニール, オーランド・マジック
  - G - ゲイリー・ペイトン, シアトル・スーパーソニックス
  - G - ミッチ・リッチモンド, サクラメント・キングス
- All-NBA Third Team:
  - F - デトレフ・シュレンプ, シアトル・スーパーソニックス
  - F - デニス・ロッドマン, サンアントニオ・スパーズ
  - C - アキーム・オラジュワン, ヒューストン・ロケッツ
  - G - レジー・ミラー, インディアナ・ペイサーズ
  - G - クライド・ドレクスラー, ヒューストン・ロケッツ
- NBA All-Defensive First Team:
  - F - デニス・ロッドマン, サンアントニオ・スパーズ
  - F - スコッティ・ピッペン, シカゴ・ブルズ
  - C - デビッド・ロビンソン, サンアントニオ・スパーズ
  - G - ゲイリー・ペイトン, シアトル・スーパーソニックス
  - G - ムーキー・ブレイロック, アトランタ・ホークス
- NBA All-Defensive Second Team:
  - F - デリック・マッキー, インディアナ・ペイサーズ
  - F - ホーレス・グラント, オーランド・マジック
  - C - ディケンベ・ムトンボ, デンバー・ナゲッツ
  - G - ネイト・マクミラン, シアトル・スーパーソニックス
  - G - ジョン・ストックトン, ユタ・ジャズ
- All-NBA Rookie First Team:
  - ジェイソン・キッド, ダラス・マーベリックス
  - グラント・ヒル, デトロイト・ピストンズ
  - エディー・ジョンソン, ロサンゼルス・レイカーズ
  - ブライアン・グラント, サクラメント・キングス
  - グレン・ロビンソン, ミルウォーキー・バックス
- All-NBA Rookie Second Team:
  - ジュワン・ハワード, ワシントン・ブレッツ
  - ドニエル・マーシャル, ミネソタ・ティンバーウルブズ
  - エリック・モントロス, ボストン・セルティックス
  - ウェズリー・パーソン, フェニックス・サンズ
  - ジェイレン・ローズ, インディアナ・ペイサーズ
  - シャロン・ライト, フィラデルフィア・76ers

### I'm Back
シーズンも終盤に差し掛かった3月9日、シカゴ・ブルズの練習風景にマイケル・ジョーダンの姿があった。1993年の引退以降、メジャーリーグに挑戦していたマイケル・ジョーダンは、1994年に起きた1994年から1995年のMLBストライキを契機に所属していたバーミングハム・バロンズを去り、その足でブルズの練習に参加していたのだった。全米に「ジョーダン復帰か？」のニュースが駆け巡り、翌日にはジョーダンが野球からの引退を表明。ジョーダンのNBA復帰は確実のものとなった。
そしてジョーダンは代理人を通して「I'm Back」という短い言葉と共に現役復帰を正式表明。3月19日のインディアナ・ペイサーズ戦が復帰戦となった。バスケットから18ヶ月離れていたうえ、野球のための肉体作りを行っていたため、ジョーダンの動きは全盛期とは程遠いものであり、オーバータイムまで戦った復帰戦は試合終盤に足がもつれて転倒する場面もあった。しかし復帰5試合目のニューヨーク・ニックス戦では早くも55得点を記録。結局このシーズンは17試合に出場し、平均26.7得点を記録した。
ジョーダンの復帰は当時非常に大きな話題となった。時の大統領、ビル・クリントンは会見の場で「好景気で新たに610万人の雇用が達成された。さらにジョーダンの復帰によって610万とんで1の雇用が創出される」とコメントしている。ジョーダンの1度目の引退後、成績が下降気味だったブルズはこのシーズンも勝率5割を僅かに上回るだけの苦しいシーズンを送っていたが、ジョーダン復帰後は13勝4敗と調子を上げ、47勝35敗でレギュラーシーズンを終えた。しかしプレーオフでジョーダンはブランクの重さ、そして彼の不在の間に台頭していた新世代の勢いを、痛感することになる。

### シーズン概要
- 前季優勝を果たしたヒューストン・ロケッツはシーズン中にポートランド・トレイルブレイザーズのエース、クライド・ドレクスラーが電撃移籍してくるも、チームはむしろ失速し、47勝35敗の成績で終わった。そのドレクスラーを失ったブレイザーズは、以後もプレーオフ連続出場記録を更新し続けるが、ドレクスラーほどの絶対的なエースを得ることはできず、暫くは上位戦線から遠ざかってしまう。
- サンアントニオ・スパーズは元スパーズだったショーン・エリオットとエイブリー・ジョンソンを呼び戻し、当時のフランチャイズ記録となる62勝を記録。デビッド・ロビンソンはMVPに選ばれた。
- アンファニー・ハーダウェイが急成長を見せたオーランド・マジックは、ハーダウェイとシャキール・オニールのデュオに率いられ、フランチャイズ記録となる57勝を記録し、カンファレンストップの成績を収めた。
- 前季途中にジェフ・マローンとの交換でジェフ・ホーナセックを獲得したユタ・ジャズは、当時のフランチャイズ記録となる60勝を記録。
- レジー・ミラー率いるインディアナ・ペイサーズはNBA加盟以来最高勝率となる52勝を記録。
- シャーロット・ホーネッツは当時のフランチャイズ記録となる50勝を記録するが、オフにはアロンゾ・モーニングがチームを去ってしまう。
- マジック・ジョンソンの引退で衰退期に入り、前季は18シーズンぶりにプレーオフ進出を逃したロサンゼルス・レイカーズは、オフにジェームス・ウォージーが引退。ニック・バン・エクセル、セドリック・セバロス、ブラディー・ディバッツ、エディー・ジョーンズの新たな陣容で48勝を記録し、プレーオフに復帰した。
- アトランタ・ホークスは前季にドミニク・ウィルキンスを、さらにオフにはケビン・ウィリスをトレードするなど主力選手を次々と放出し、ムーキー・ブレイロック、スティーヴ・スミスらが主力を担うようになったが、前季の57勝から42勝と大きく勝率を落とした。なお、ヘッドコーチのレニー・ウィルケンズはこのシーズン中にレッド・アワーバックの持つコーチ最多勝記録を更新した。
- ドミニク・ウィルキンスを獲得したボストン・セルティックスは、35勝と勝率5割を下回りながらもプレーオフに復帰。しかしウィルキンスは僅か1シーズンでチームを去り、以後セルティックスをかつてない低迷期が襲う。なお、このシーズンはセルティックスがボストン・ガーデンをホームアリーナとして利用した最後のシーズンとなった。
- 1993年にドラゼン・ペトロビッチを不慮の事故で失いながらも勝率を維持していたニュージャージー・ネッツは、このシーズンは故障者が続出し、4シーズンぶりにプレーオフ進出を逃した。以後、ネッツは長い低迷期に入る。
- 前季、新人クリス・ウェバーと2年目のラトレル・スプリーウェルの活躍で50勝を記録したゴールデンステート・ウォリアーズだが、オフにはウェバーがワシントン・ブレッツに移籍。ティム・ハーダウェイが怪我から復帰するもクリス・マリンがシーズンの大半を欠場してしまい、大きく勝率を落としてプレーオフ進出を逃した。以後、ウォリアーズは12シーズン連続でプレーオフ進出を逃す長期低迷期に突入する。
- 2シーズン連続で勝率1割台に沈んでいたダラス・マーベリックスはドラフトでジェイソン・キッドを獲得。ジム・ジャクソン、ジャマール・マッシュバーン、キッドの若手トリオ"3J's"に率いられ、36勝を記録する飛躍を見せた。キッドは新人王を獲得し、マーベリックスは将来を嘱望されるチームとなったが、この3J'sは私情のもつれにより僅か2シーズンで空中分解してしまう。そのキッドと新人王を同時受賞したデトロイト・ピストンズ所属のグラント・ヒルは、新人としてはアメリカプロスポーツ史上初となるオールスターファン投票1位を獲得。一時どん底に沈んだピストンズもヒルの活躍によって上昇気流に乗り始める。

## プレーオフ・ファイナル
|  | ファースト ラウンド        | ファースト ラウンド  | ファースト ラウンド |          |                    | カンファレンス セミファイナル | カンファレンス セミファイナル | カンファレンス セミファイナル |  |   | カンファレンス ファイナル | カンファレンス ファイナル | カンファレンス ファイナル |  |    | NBAファイナル | NBAファイナル | NBAファイナル |
|  |                            |                      |                     |          |                    |                               |                               |                               |  |   |                           |                           |                           |  |    |               |               |               |
|  | 1                          | スパーズ             | 3                   |          |                    |                               |                               |                               |  |   |                           |                           |                           |  |    |               |               |               |
|  | 8                          | ナゲッツ             | 0                   |          |                    |                               |                               |                               |  |   |                           |                           |                           |  |    |               |               |               |
|  | 8                          | ナゲッツ             | 0                   |          | 1                  | スパーズ                      | 4                             |                               |  |   |                           |                           |                           |  |    |               |               |               |
|  |                            |                      |                     |          | 1                  | スパーズ                      | 4                             |                               |  |   |                           |                           |                           |  |    |               |               |               |
|  |                            | 5                    | レイカーズ          | 2        |                    |                               |                               |                               |  |   |                           |                           |                           |  |    |               |               |               |
|  | 4                          | 5                    | レイカーズ          | 2        | スーパーソニックス | 1                             |                               |                               |  |   |                           |                           |                           |  |    |               |               |               |
|  | 4                          |                      |                     |          | スーパーソニックス | 1                             |                               |                               |  |   |                           |                           |                           |  |    |               |               |               |
|  | 5                          | レイカーズ           | 3                   |          |                    |                               |                               |                               |  |   |                           |                           |                           |  |    |               |               |               |
|  | 5                          | レイカーズ           | 3                   |          |                    |                               |                               |                               |  | 1 | スパーズ                  | 2                         |                           |  |    |               |               |               |
|  | イースタン・カンファレンス |                      |                     |          |                    |                               |                               |                               |  | 1 | スパーズ                  | 2                         |                           |  |    |               |               |               |
|  |                            | 6                    | ロケッツ            | 4        |                    |                               |                               |                               |  |   |                           |                           |                           |  |    |               |               |               |
|  | 3                          | 6                    | ロケッツ            | 4        | ジャズ             | 2                             |                               |                               |  |   |                           |                           |                           |  |    |               |               |               |
|  | 3                          |                      |                     |          | ジャズ             | 2                             |                               |                               |  |   |                           |                           |                           |  |    |               |               |               |
|  | 6                          | ロケッツ             | 3                   |          |                    |                               |                               |                               |  |   |                           |                           |                           |  |    |               |               |               |
|  | 6                          | ロケッツ             | 3                   |          | 6                  | ロケッツ                      | 4                             |                               |  |   |                           |                           |                           |  |    |               |               |               |
|  |                            |                      |                     |          | 6                  | ロケッツ                      | 4                             |                               |  |   |                           |                           |                           |  |    |               |               |               |
|  |                            | 2                    | サンズ              | 3        |                    |                               |                               |                               |  |   |                           |                           |                           |  |    |               |               |               |
|  | 2                          | 2                    | サンズ              | 3        | サンズ             | 3                             |                               |                               |  |   |                           |                           |                           |  |    |               |               |               |
|  | 2                          |                      |                     |          | サンズ             | 3                             |                               |                               |  |   |                           |                           |                           |  |    |               |               |               |
|  | 7                          | トレイルブレイザーズ | 0                   |          |                    |                               |                               |                               |  |   |                           |                           |                           |  |    |               |               |               |
|  | 7                          | トレイルブレイザーズ | 0                   |          |                    |                               |                               |                               |  |   |                           |                           |                           |  | W6 | ロケッツ      |               |               |
|  |                            |                      |                     |          |                    |                               |                               |                               |  |   |                           |                           |                           |  | W6 | ロケッツ      |               |               |
|  |                            | E1                   | マジック            |          |                    |                               |                               |                               |  |   |                           |                           |                           |  |    |               |               |               |
|  | 1                          | E1                   | マジック            | マジック | 3                  |                               |                               |                               |  |   |                           |                           |                           |  |    |               |               |               |
|  | 1                          |                      |                     | マジック | 3                  |                               |                               |                               |  |   |                           |                           |                           |  |    |               |               |               |
|  | 8                          | セルティックス       | 1                   |          |                    |                               |                               |                               |  |   |                           |                           |                           |  |    |               |               |               |
|  | 8                          | セルティックス       | 1                   |          | 1                  | マジック                      | 4                             |                               |  |   |                           |                           |                           |  |    |               |               |               |
|  |                            |                      |                     |          | 1                  | マジック                      | 4                             |                               |  |   |                           |                           |                           |  |    |               |               |               |
|  |                            | 5                    | ブルズ              | 2        |                    |                               |                               |                               |  |   |                           |                           |                           |  |    |               |               |               |
|  | 4                          | 5                    | ブルズ              | 2        | ホーネッツ         | 1                             |                               |                               |  |   |                           |                           |                           |  |    |               |               |               |
|  | 4                          |                      |                     |          | ホーネッツ         | 1                             |                               |                               |  |   |                           |                           |                           |  |    |               |               |               |
|  | 5                          | ブルズ               | 3                   |          |                    |                               |                               |                               |  |   |                           |                           |                           |  |    |               |               |               |
|  | 5                          | ブルズ               | 3                   |          |                    |                               |                               |                               |  | 1 | マジック                  | 4                         |                           |  |    |               |               |               |
|  | ウェスタン・カンファレンス |                      |                     |          |                    |                               |                               |                               |  | 1 | マジック                  | 4                         |                           |  |    |               |               |               |
|  |                            | 2                    | ペイサーズ          | 3        |                    |                               |                               |                               |  |   |                           |                           |                           |  |    |               |               |               |
|  | 3                          | 2                    | ペイサーズ          | 3        | ニックス           | 3                             |                               |                               |  |   |                           |                           |                           |  |    |               |               |               |
|  | 3                          |                      |                     |          | ニックス           | 3                             |                               |                               |  |   |                           |                           |                           |  |    |               |               |               |
|  | 6                          | キャバリアーズ       | 1                   |          |                    |                               |                               |                               |  |   |                           |                           |                           |  |    |               |               |               |
|  | 6                          | キャバリアーズ       | 1                   |          | 3                  | ニックス                      | 3                             |                               |  |   |                           |                           |                           |  |    |               |               |               |
|  |                            |                      |                     |          | 3                  | ニックス                      | 3                             |                               |  |   |                           |                           |                           |  |    |               |               |               |
|  |                            | 2                    | ペイサーズ          | 4        |                    |                               |                               |                               |  |   |                           |                           |                           |  |    |               |               |               |
|  | 2                          | 2                    | ペイサーズ          | 4        | ペイサーズ         | 3                             |                               |                               |  |   |                           |                           |                           |  |    |               |               |               |
|  | 2                          |                      |                     |          | ペイサーズ         | 3                             |                               |                               |  |   |                           |                           |                           |  |    |               |               |               |
|  | 7                          | ホークス             | 0                   |          |                    |                               |                               |                               |  |   |                           |                           |                           |  |    |               |               |               |

- イースタン・カンファレンス準決勝のインディアナ・ペイサーズ対ニューヨーク・ニックスのシリーズ第1戦でレジー・ミラーの"ミラータイム"が炸裂。残り16.4秒から6点差を覆す大逆転劇をやってのけたペイサーズは、4勝3敗でこのシリーズを制し、カンファレンス決勝に進出した。

### Dream vs Shaq
歴代チャンピオンチームにその時代を代表するセンターが所属していたように、バスケットボールにおいてセンターというポジションは最も重要視されたポジションだった。90年代に入るとマイケル・ジョーダンという例外が出現するが、彼が引退するとリーグは再びセンターによる支配が始まり、そして前季にはヒューストン・ロケッツ所属のアキーム・オラジュワンとニューヨーク・ニックス所属のパトリック・ユーイングがファイナルで直接対決し、オラジュワン率いるロケッツがニックスを降して、フランチャイズ史上初の優勝を果たした。そしてこのシーズンもまた、ファイナルで当時を代表する名センター同士の激突が展開される。
ロケッツはオールスター明け後のトレードデッドライン直前に、クライド・ドレクスラーの電撃移籍を発表した。初優勝の余勢を駆って新シーズンに突入したロケッツは開幕8連勝を飾ったが、シーズン中盤には安定性を欠くようになり、ドレクスラーの入団は連覇を目論むロケッツの起爆剤となるはずだった。しかしドレクスラー移籍後もロケッツの成績は思うように上がらず、結局このシーズンは47勝35敗、カンファレンス6位の成績だった。ドレクスラーとオラジュワンはヒューストン大学時代のチームメイトであり、11年の歳月を経て再びロケッツで合流した形となったが、オラジュワンはシーズンMVP、最優秀守備選手賞、優勝、ファイナルMVPと数々の栄誉を手にしたのに対し、ドレクスラーはトップクラスの選手として認められながらも大学時代から『頂点』とは縁遠く、またこのシーズンもロケッツが勝率を落としたことから、何時しか人々の間では「ドレクスラーの呪い」なる噂が広がるようになった。
第6シードからのスタートとなったプレーオフは、上位シードの強豪チームとの対決が待っており、ロケッツの連覇はまるで期待されていなかった。1回戦の相手はカール・マローン、ジョン・ストックトン、ジェフ・ホーナセックを擁し60勝を記録したユタ・ジャズ。強敵だったが、第4戦ではオラジュワンとドレクスラーが同時に40得点以上を記録、第5戦でもそれぞれ30得点以上を記録し、ジャズを3勝2敗で破るという番狂わせを演じた。続くカンファレンス準決勝はチャールズ・バークレー率いるフェニックス・サンズ。最初の4試合を1勝3敗で終え、ロケッツの勢いもここまでに思われたが、ここからロケッツが3連勝を飾り、1回戦に続く番狂わせを演じた。
カンファレンス決勝で待っていたのはリーグ最高勝率を記録したサンアントニオ・スパーズだった。スパーズのデビッド・ロビンソンはオラジュワンに並ぶリーグを代表するセンターであり、この対決は前季ファイナルのオラジュワン対ユーイングに続く名センター同士の激突して大きな注目を集めた。しかしこの対決はオラジュワンの圧勝だった。オラジュワンは6試合のうち3試合で40得点以上を記録。オラジュワンに翻弄されるロビンソンは「ドリームシェイクを止められるものは誰も居ない」と白旗を揚げる始末で、シリーズも4勝2敗でロケッツが制し、ロケッツは第6シードから見事にファイナルに勝ち上がった。センター対決を制したオラジュワンをファイナルで待っていたのは、次代トップセンターが所属するオーランド・マジックだった。
1989年に誕生したオーランド・マジックは、1992年にある怪物を獲得した。シャキール・オニール、通称"シャック"である。さらに翌年のドラフトではアンファニー・ハーダウェイを指名。ゴール下で圧倒的な存在感を示すシャックと、ジョーダン2世とまで呼ばれた才能溢れる長身ポイントガードのハーダウェイに率いられたマジックは右肩上がりの成長を見せ、このシーズンに57勝を記録してチーム初の地区優勝を飾った。リーグはオラジュワンを始め1980年代中盤にNBA入りしたいわゆるジョーダン世代と呼ばれる選手たち全盛の時代だったが、90年代にNBA入りしたシャックとハーダウェイのマジックは新世代の旗手と言うべき存在だった。そして彼らはプレーオフにて世代交代を予感させる大きな仕事をやってのける。
18ヶ月の空白期間をものともせず、マイケル・ジョーダンの復帰はあっという間にリーグの話題を独り占めにし、プレーオフでもジョーダン率いるシカゴ・ブルズが王座奪回を果たせるかに注目が集まった。マジックの若いメンバーは彼らにとっては伝説的存在でもあるジョーダンと、カンファレンス準決勝で対決した。なお、ブルズの3連覇を支えたホーレス・グラントは、この時マジックに所属し古巣との対決を迎えている。そしてマジックは4勝2敗でブルズを粉砕。無類の強さを誇ったブルズが、ジョーダンを擁しながらも90年代に入って初めてプレーオフで破れた瞬間だった。マジックはカンファレンス決勝でやはりジョーダン世代の一人であるレジー・ミラー率いるインディアナ・ペイサーズを4勝3敗で破り、フランチャイズ史上初のファイナル進出を果たした。
ファイナルは2年連続で当時を代表する名センター同士の対決となった。"ドリームシェイク"と呼ばれる華麗な動きでゴール下を支配するアキーム・オラジュワン。"シャックアタック"と呼ばれる圧倒的なパワーでゴール下を支配するシャキール・オニール。柔対剛、80年代対90年代、様々な要素を孕んで注目を集めたセンター対決は、意外なほどあっけない形で幕を閉じた。

#### 第1戦
ファイナル初戦の序盤は若さ溢れるマジックの勢いがロケッツを凌駕し、第2Qにはアンファニー・ハーダウェイの活躍でマジックのリードがこの日最大の20点差にまで広がった。しかし後半に入るとロケッツのケニー・スミスの3Pシュートが次々と決まり、第3Qは37-19とロケッツが圧倒。それでもマジックは辛うじてリードを守り、110-107で迎えた残り10.5秒でニック・アンダーソンがフリースロー2本を獲得。1本でも決めればマジックの勝利は確定されたが、アンダーソンは2本ともミス。しかし2本目のミスショットをアンダーソンは自ら拾い、再びファウルを貰って2本のフリースローを得た。やはり1本でも決めていたならマジックの勝利は確定されたが、あろうことかアンダーソンはまたもや2本ともミス。攻撃権を得たロケッツは残り1.6秒にスミスがファイナル新記録となるこの日7本目の3Pシュートを決め、土壇場で110-110の同点に追いついた。オーバータイムでも拮抗した両者は、118-118でオーバータイム終盤を迎えた。そして残り5.5秒、クライド・ドレクスラーのドライブからのレイアップはリムに弾かれたが、アキーム・オラジュワンが見事にフォローし、ティップショットを捻じ込んで120-118でロケッツがオーバータイムまでもつれた初戦を制した。
この試合は3Pシュートが乱発された試合であり、両チームあわせて62本の3Pシュートが打たれ、うち25本が成功。これはいずれもファイナルの新記録である。またロケッツの3Pシュート試打数32本、成功数14本は1チームの数としてはNBA新記録である。注目のセンター対決はオラジュワンが31得点6リバウンド7アシスト、シャックが26得点19リバウンド9アシスト7ターンオーバーだった。ロケッツはドレクスラーが23得点11リバウンド7アシスト、スミスが23得点9アシスト、ロバート・オーリーが19得点8リバウンド5ブロック、マリオ・エリーが18得点を記録。マジックはハーダウェイが26得点、アンダーソンが22得点11リバウンド、ホーレス・グラントが15得点16リバウンドを記録した。

#### 第2戦
第1戦の接戦を制したロケッツは波に乗って第2戦も117-106で勝利し、ロード2連戦を連勝で終えた。この勝利でロケッツはプレーオフに入ってロード7連勝を飾り、プレーオフ新記録を作った。またプレーオフでのロード9勝も、やはりプレーオフ新記録となった。ロケッツはオラジュワンが34得点11リバウンド、ドレクスラーが23得点を記録。マジックはシャックが33得点12リバウンド7アシスト、ハーダウェイが32得点8アシストを記録した。またこの試合ではオーリーがファイナル新の記録の7スティールを記録した。

#### 第3戦
"ビッグショット・ロブ"の異名を持つロバート・オーリーの劇的な決勝3Pシュートでロケッツが106-103で勝利し、3連勝を飾って早くも優勝に王手を掛けた。ロケッツはオラジュワンが31得点14リバウンド7アシスト、ドレクスラーが25得点13リバウンド7アシスト、オーリーが20得点9リバウンド。マジックはシャックが28得点10リバウンド6アシスト、ハーダウェイが19得点14アシストを記録した。

#### 第4戦
第4Qにマリオ・エリーの活躍でマジックを一気に突き放したロケッツが113-101で勝利し、4戦全勝のスイープで史上4チーム目となる連覇を達成。ロケッツの第6シードは、歴代チャンピオンチームの中でも最も低いシードだった。オラジュワンはこの日も35得点15リバウンドを記録し、ファイナルを通して全試合で30得点以上を記録した数少ない選手の一人となり、シリーズ平均32.8得点で2年連続ファイナルMVPを獲得した。
1993-94シーズンのチャンピオンチームであるロケッツは、しかし周囲からは決して高い評価を得ていたわけではなかった。オラジュワンはリーグトップクラスのセンターだったが、ジョーダンほどの商業的な成功を収めるには至らず、93-94シーズンの優勝は本命不在の時代に優勝を手にしたのがたまたまロケッツだっただけのこと、という評価が一般的だった。しかし1994-95シーズンを制したロケッツは、連覇を達成した数少ない名チームの一つとして、その名をNBA史に刻むことになった。そしてパトリック・ユーイングとデビッド・ロビンソン、そしてシャキール・オニールの直接対決を制したオラジュワンは、名センターの宝庫と呼ばれる90年代のNBAにあって、間違いなく当時最高のセンターであり、NBA史上でも最高のセンターの一人として名を残すことになる。またドレクスラーのトレードは当時様々な物議を醸したが、結果はドレクスラーが念願のチャンピオンリングを手に入れるに至り、以後キャリア晩年に差し掛かった選手によるチャンピオンリング獲得のための移籍が多く見られるようになり（ロケッツの場合、翌々シーズンにはチャールズ・バークレーが移籍してくる）、後のリーグの流れを形勢する重要な移籍となった。この現象は"ドレクスラー・シンドローム"と呼ばれるようになる。
新世代の旗手として意気揚々とファイナルに乗り込むも、ファイナルで4戦全敗のスイープを味わったマジックは、以後シャックとハーダウェイの間で軋轢が生じ、シャックのロサンゼルス・レイカーズ移籍をもってこのデュオは僅か3シーズンで解散してしまう。彼らの解散は新世代選手たちによる世代交代の失敗を意味し、リーグはその後もマイケル・ジョーダン復活を経て、なおも80年代選手たち全盛の時代が続くことになる。1990年代末から2000年代にかけて縦横無尽に暴れまわるシャックにとっても、ジョーダン世代と呼ばれる選手たちは高い壁として存在した。
なお、ジョーダン1度目の引退を前後して、ジョーダンの後継者を指す"ネクスト・ジョーダン"という言葉が頻繁に聞かれるようになる。ハーダウェイやこの年の新人王であるグラント・ヒルらにその期待が掛かったが、2人とも後に故障を抱えるようになりジョーダンほどの高みに上ることはできず、また彼らのトップ戦線からの離脱も世代交代を遅らせる一因となった。ジョーダンの復活によって世代交代という問題は先送りされるが、この"ネクスト・ジョーダン"という言葉は90年代後半から2000年代にかけてのNBAにとっての、重要なテーマとなった。

#### 結果
ヒューストン・ロケッツ 4-0 オーランド・マジック　ファイナルMVP：アキーム・オラジュワン　（ヒューストン・ロケッツ）
|       | 日付    | ホーム   | スコア  | ロード   |
| ----- | ------- | -------- | ------- | -------- |
| 第1戦 | 6月7日  | マジック | 118-120 | ロケッツ |
| 第2戦 | 6月9日  | マジック | 106-117 | ロケッツ |
| 第3戦 | 6月11日 | ロケッツ | 106-103 | マジック |
| 第4戦 | 6月14日 | ロケッツ | 113-101 | マジック |

オーランド・マジック　コーチ：ブライアン・ヒル 

32 シャキール・オニール |
1 アンファニー・ハーダウェイ |
25 ニック・アンダーソン |
54 ホーレス・グラント |
3 デニス・スコット |
5 ドナルド・ロイヤル |
20 ブライアン・ショウ |
14 アンソニー・ブーイ |
31 ジェフ・ターナー |
43 ギールト・ハンミンク |
00 アンソニー・アヴェント |
10 ダレル・アームストロング |
22 ブルックス・トンプソン |
30 トゥリー・ロリンズ |
55 キース・タワー |

## ラストシーズン
- モーゼス・マローン　（1974-95）　高校からプロ入りした最初期の選手の一人にして、ABA出身最後の選手。1980年代最高のセンターの一人でありながらジャーニーマンとしてのべ10チームを渡り歩き、ラストシーズンをサンアントニオ・スパーズで迎えた。
- ビル・カートライト　（1979-95）　シカゴ・ブルズでスリーピートを経験した後、シアトル・スーパーソニックスでラストシーズンを迎えた。引退後はコーチ職に転向。
- ダニー・エインジ　（1981-95）　ボストン・セルティックスの2度の優勝に貢献した後、ポートランド・トレイルブレイザーズとフェニックス・サンズで2年連続ファイナルでブルズと対決した。引退後はコーチを務めた後、セルティックスの人事部門を担当。
- カート・ランビス　（1981-95）　その風貌からクラーク・ケントの愛称で親しまれた。ラストシーズンを古巣ロサンゼルス・レイカーズで過ごし、引退後はコーチ職のほか、俳優業にも挑戦している。
- スリーピー・フロイド　（1982-95） 優れた得点能力とパスセンスで活躍したポイントガード。"スリーピー"の愛称は常に眠たそうな顔をしていたことから。
- サム・ブーイ　（1984-95）　1984年のNBAドラフトでポートランド・トレイルブレイザーズから全体2位の好評価を受けるも膝の故障で全く活躍できず。ニュージャージー・ネッツ移籍後は怪我からの立ち直りを見せたが、2位指名や高給に見合うだけの活躍をすることなく引退した。
- トニー・キャンベル　（1984-95）　レイカーズで優勝を経験。ミネソタ・ティンバーウルブズではエースとして生まれたてのチームを支えた。引退後は高校バスケットの指導者に転向。
- ロイ・タープリー　（1986-95）　80年代末になって低迷期に入ったダラス・マーベリックスのフランチャイズビルダーとして期待されたが、薬物問題で追放処分を受け、4シーズンを棒に振った。このシーズンに復帰を果たすも、故障で満足にプレイができなかった。